# Британское Северное Борнео
Британское Северное Борнео — британская коронная колония, созданная в 1946 году вскоре после ликвидации Британской военной администрации. 16 октября 1947 года семь из подконтрольных британцам островов в северо-восточной части района острова Борнео (ныне Калимантан) оказались под властью филиппинской колониальной администрации США после подписания договора между Великобританией и Соединёнными Штатами.

## Администрация
Губернатор британской короны колонии Северное Борнео — должность, созданная британским правительством в Северном Борнео. Назначения делались королём Георгом VI, а позднее королевой Елизаветой II вплоть до введения самоуправления Северного Борнео 31 августа 1963 года и формирования Федерации Малайзии в том же 1963 году. После образования Малайзии название должности было изменено на «его превосходительство губернатор штата Сабах». Лабуан вошёл в состав этой коронной колонии 15 июля 1946 года.

### Список губернаторов колонии Северное Борнео
| Имя                           | С    | По   |
| ----------------------------- | ---- | ---- |
| Эдвард Фрэнсис Твининг        | 1946 | 1949 |
| Герберт Ральф Хон             | 1950 | 1954 |
| Ролан Эвелин Тернбулл         | 1954 | 1959 |
| Уильям Аллмонд Кодрингтон Гуд | 1959 | 1963 |